# 皇帝の花嫁 (オペラ)
『皇帝の花嫁』（こうていのはなよめ、ロシア語: Царская невеста）は、ニコライ・リムスキー＝コルサコフが作曲した9作目のオペラ。全4幕からなる。リブレットはレフ・アレクサンドロヴィチ・メイ（Лев Александрович Мей, 1822年 - 1862年）の同名の詩劇（en, 1849年作）を基にイリヤ・チュメネフ（ロシア語: Илья Тюменев, 1855年 - 1927年）が作成した。ツァーリ・イヴァン4世の后マルファ・ソバーキナが結婚直後に急死した史実に基づいている。リムスキー＝コルサコフのオペラの代表作の一つとしてロシアでは頻繁に上演される。

## 作曲の経緯
『皇帝の花嫁』は元来、ミリイ・バラキレフがアレクサンドル・ボロディンとリムスキー＝コルサコフの2人にオペラの題材として薦めたものである。ボロディンは、1867年から翌年にかけて作曲に取り組んだものの、結局放棄している。リムスキー＝コルサコフも作品に関心は示したものの、作曲には至らなかった。それから30年後の1898年になり、ようやく作曲に取りかかった。リブレットを担当したチュメネフは、リムスキー＝コルサコフのかつての弟子であり、絵画、小説、オペラ台本と幅広く活躍した人物である。作曲は1898年2月から開始され、11月25日にオーケストレーションを終えている。

## 初演
1899年11月3日（ユリウス暦10月22日）、モスクワにてミハイル・イッポリトフ＝イワノフの指揮、ミハイル・ヴルーベリの美術、サーヴァ・マモントフのモスクワ私立歌劇団により初演された。なお、この時、ヴルーベリの妻ナジェジダ・ザベラ＝ヴルーベリがヒロインのマルファを演じている。

## 楽器編成
ピッコロ（第3フルート持ち替え）、フルート2、オーボエ2（第2はコーラングレ持ち替え）、クラリネット2、ファゴット2、ホルン4、トランペット2、トロンボーン3、チューバ、ティンパニ、シンバル、トライアングル、タンブリン、タムタム、バスドラム、スネアドラム、ハープ、ピアノ（任意）、弦五部。

## 登場人物
- ヴァシリー・ステパノヴィチ・ソバーキン：ノヴゴロドの商人。バス。
- マルファ・ソバーキナ：ソバーキンの娘。ソプラノ。
- グリゴリー・グリャズノイ：オプリーチニク。バリトン。
- マリュータ・スクラートフ：オプリーチニク。イヴァン4世の寵臣。バス。
- イヴァン・セルゲーヴィチ・ルイコフ：貴族（ボヤール）。マルファの婚約者。テノール。
- リュバーシャ：グリャズノイの愛人。メゾソプラノ。
- エリセイ・ボメーリイ：イヴァン4世の侍医。ドイツ人。テノール。
- ドムナ・イヴァノヴナ・サブーロヴァ：商人の妻。ソプラノ。
- ドゥニャーシャ：サブーロヴァの娘。マルファの友達。メゾソプラノ。
- ペトロヴナ：ソバーキン家の家政婦。メゾソプラノ。
- 皇帝の暖炉焚き：バス。
- 小間使いの娘：メゾソプラノ。
- 若者：テノール。
- イヴァン4世：黙役。
- その他（せりふのない登場人物）
高貴な騎士。他のオプリーチニク。男女の貴族たち。男女の歌手たち。踊り子たち。小間使いたち。召使いたち。民衆。

## 舞台構成
- 時と所
1572年秋。モスクワ郊外、アレクサンドロフ村。
- 序曲
- 第1幕「宴会（ロシア語: Пирушка）」
グリャズノイの屋敷の客間。
- 第2幕「媚薬（ロシア語: Приворотное зелье）」
アレクサンドロフ村の通り。ソバーキン、ボメーリイの屋敷と修道院などが並ぶ。
- 第3幕「介添人（ロシア語: Дружко）」
ソバーキンの屋敷の広間。
- 第4幕「花嫁（ロシア語: Невеста）」
イヴァン4世の宮殿の一室。

## 演奏時間
- 序曲：約7分、第1幕：約48分、第2幕：約40分、第3幕：約27分、第4幕：約27分、合計：約2時間30分

## あらすじ

### 序曲
演奏会で時折単独で演奏されることもある。
ニ短調。2/2拍子。ソナタ形式。オペラの内容を反映して、悲劇的で緊張感を持つ。装飾音が特徴的な第1主題に始まり、不吉な感じのする金管楽器の三連符ファンファーレがこれに絡む。第2主題はやや明るい性格であるが、自分の運命を知らない頃のマルファを表現しているとされる。展開部は第1主題及び金管楽器のファンファーレが主に扱われる。再現部は呈示部より緊張感が増し、コーダで頂点に達するが、その後、急激に緊張が解け、第2幕のマルファのアリア（「今緑の園に見えるのは」）の素材を用いたやさしい響きとなり、最後は静かに終わる。

### 第1幕「宴会」
グリャズノイの屋敷の客間。
グリャズノイが登場。マルファに一目惚れをし父親であるソバーキンに結婚を申し込んだが、既に婚約者がいることを理由に断られた。それ以来、自分は腑抜けのようになってしまった、と歌う（グリャズノイのレチタティーヴォとアリア「美しい人が忘れられない」）。
続いてマリュータ・スクラートフを先頭にオプリーチニクの面々、マルファの婚約者ルイコフ、グリャズノイが特別に招いた皇帝の侍医ボメーリイが登場、宴会が始まる。まず、外国帰りのルイコフが求められて外国の素晴らしさを歌う。次に一同は皇帝の栄華を讃えて「光栄あれ（ロシア語: Слава на небе солнцу высокому）」と合唱、乾杯し、娘たちが歌い踊る（ホップ摘みの合唱）。
マリュータがリュバーシャの噂をしていると当人が現れる。リュバーシャはグリャズノイに腕ずくでさらわれて来て、今はその愛人となっている。マリュータが歌を所望すると、リュバーシャはア・カペラで民謡風の「愛しい母さん、私を早く着飾らせて」を歌い、一同はその歌声を称える。
やがて散会となるが、グリャズノイはボメーリイを引き止め、良い媚薬はないかと尋ねる。ボメーリイは自分で飲ませ飲む時も目の前にいなければいけないが良いのがあると言い、媚薬を調合することを約束するが、それを盗み聞きしていたリュバーシャは愛を失ったと嘆きグリャズノイを詰る。グリャズノイは冷然とした態度で朝の勤めに出て行ってしまう。残されたリュバーシャは恋敵を必ず見つけ出し、グリャズノイとの仲を引き裂いてやると誓う。

### 第2幕「媚薬」
夕方のアレクサンドロフ村の通り。左手にソバーキン、右手にボメーリイの屋敷。中央に修道院とオプリーチニクの一人ロストフスキー公の屋敷。
人々が修道院から出て会話をしていると、オプリーチニキが登場し、貴族の領地を襲撃だ、と唱和してロストフスキー公の屋敷へ入って行く。人々は皇帝のお后選びの話をしたり、ボメーリイから薬を買った若者に魔術師が作った薬など捨ててしまえと忠告したりしているが、やがて立ち去る。

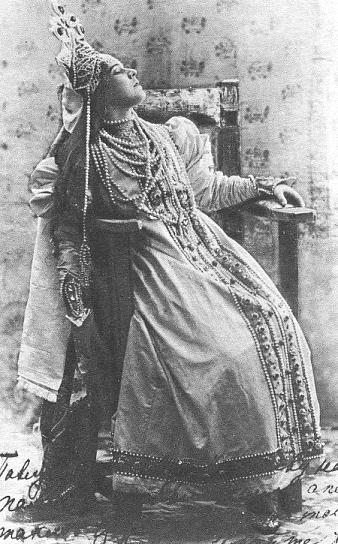
初演でマルファを演じたナジェジダ・ザベラ＝ヴルーベリ、1899年。

続いて、マルファと家政婦のペトロヴナ、友人のドゥニャーシャが修道院から出て来る。マルファはドゥニャーシャに婚約者ルイコフとの馴れ初めを語って聞かせる（マルファのアリア「今緑の園に見えるのは」）。マルファが語り終えた時、イヴァン4世が馬に乗って通りかかる。マルファを見つめた後、無言のまま立ち去る。二人が皇帝の怖ろしい眼差しについて語っていると、ソバーキンがルイコフを連れて登場、幸せな未来について陽気な四重唱を歌う。ソバーキンはルイコフを夕飯に誘い屋敷に入る。辺りは暗くなりソバーキンの屋敷に明かりが灯る。
リュバーシャが登場、屋敷の窓から中を覗きマルファを見つける。リュバーシャはあんな美人ならグリャズノイが諦めないのも仕方ない、だが私は決して許さないと言い、ボメーリイの屋敷の戸を叩く。現れたボメーリイに対しリュバーシャは服用してもすぐには死なず、しかし、徐々に容貌が醜くなる毒薬を求める。そのような毒薬はあると言うので、代償に宝石を渡そうとするが、ボメーリイはこれを拒み、宝石の代わりに己と関係を結ぶことを要求する。リュバーシャは憤慨して帰ろうとするが、グリャズノイに全てばらすと脅され、更にソバーキン家からマルファたちの楽しそうな笑い声が聞こえてきたため、逆上して毒薬を注文してしまう。ボメーリイが調合のため家に入ると、一人残されたリュバーシャは何ということになったのだろうと独白する（リュバーシャのアリア「主よ罰したまえ」）。
ルイコフがソバーキンの屋敷から出て来るが、ソバーキンが「明日グリャズノイと一緒に来るがいい」とルイコフに語りかけるのを聞き、リュバーシャは毒薬を服用させるチャンスがあることを知る。ボメーリイが毒薬が出来たことを伝えに現れ、リュバーシャはマルファがいる窓に向かい、「私を恨まないで、私も高い代償を支払うのだから」と言ってボメーリイの屋敷に入る。入れ違いに酔っ払ったオプリーチニキがロストフスキー公の屋敷から出て来て勇ましい歌を歌う。

### 第3幕「介添人」
ソバーキンの屋敷の広間。
「光栄あれ」を用いた序奏で始まる。ルイコフ、ソバーキン、グリャズノイが座って会話している。ルイコフはマルファと早く結婚させて欲しいと訴えるが、ソバーキンは今は皇帝のお后選びが行われており、マルファもドゥニャーシャも選抜されて12人のお后候補の中に残ってしまった、どうせ選ばれることはないから今しばらく辛抱しろ、と答える。グリャズノイは薬を入れるチャンスだと思い、花婿の介添人になることを申し出る。
やがてドゥニャーシャの母親であるドムナ・イヴァノヴナ・サブーロヴァがやって来て、お后選びに付き添いで行った時の様子を話す。皇帝がドゥニャーシャに話し掛けたと興奮して言うので、次第に皆ドゥニャーシャが后になると思い込んでしまう。ルイコフはようやく結婚できると喜びアリアを歌う。グリャズノイは祝いの杯を準備するが、花嫁の杯にそっと「媚薬」を入れる。
マルファやドゥニャーシャも帰って来て、グリャズノイは祝いの杯をルイコフとマルファに飲ませる。娘たちが祝い歌を歌い、一同唱和するが、突然ペトロヴナが皇帝の使いが来た事を伝える。マリュータ・スクラートフが現れ、マルファが后に選ばれたことを言い渡す。全員驚愕し、ソバーキンは床に倒れ伏す。

### 第4幕「花嫁」
イヴァン4世の宮殿の一室。奥にマルファの寝室。

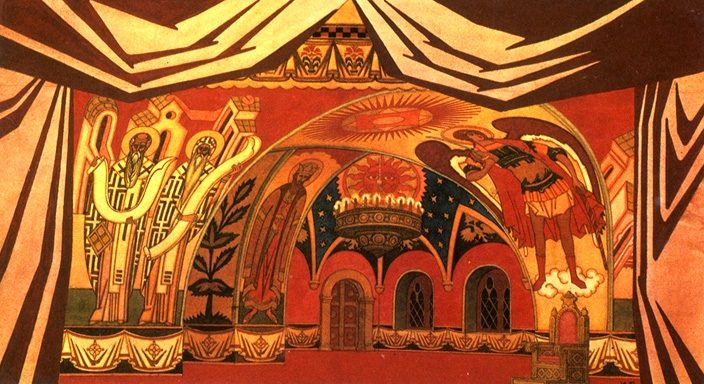
イヴァン・ビリビンによるイヴァン4世の宮殿のデザイン、1930年。

重苦しい序奏で始まる。マルファは后に選ばれた直後に重病となり、娘を思いソバーキンがアリアを歌う。サブーロヴァがマルファはまだ若いからすぐに回復すると慰める。小間使いの娘がマルファが目覚めたことを伝え、サブーロヴァが駆け付けようとすると、今度は暖炉焚きが皇帝から使いが来たと伝える。
グリャズノイが皇帝の使いとして登場、ソバーキンに悪党が后に毒を盛った罪を認めたと報告する。ソバーキンがその悪党は誰か尋ねていると、マルファがドゥニャーシャやサブーロヴァの制止を振り切って奥から現れ、自分は元気で毒など盛られていないと訴える。しかし、グリャズノイが悪党はルイコフで自分が刑を執行したと言うと、マルファは気を失って倒れてしまう。人々は口々にルイコフがそんなことをするわけはないと言い、ソバーキンは拷問に耐えられず偽りを言ってしまったのだろうと嘆息する。
やがてマルファが目覚めるが、もはや正気を失っている。グリャズノイをルイコフと思い込み、自分がお后になった夢を見たと語りかける。良心の呵責に耐え切れなくなったグリャズノイは、マリュータら集まった廷臣の前で自分がマルファに媚薬を盛った事を白状する。人々が驚き非難する中、狂ったマルファはなおも幻のルイコフに語りかけ続ける（マルファのアリア「イヴァン・セルゲーヴィチ、庭へ行きましょう」）。
グリャズノイはマルファが狂ったのは、ボメーリイの媚薬のせいだと勘違いし、罰を受ける前にボメーリイを殺すと叫ぶが、そこへリュバーシャが現れ、自分が媚薬を毒薬にすり替えたのだと告白する。逆上したグリャズノイはリュバーシャを剣で刺し、リュバーシャは「ありがとう」と言って息絶える。マリュータらに連行される前に、グリャズノイはマルファに許しを請うが、マルファは彼をルイコフと思い込んだまま「明日も来てね、ヴァーニャ」と答える。人々の「神よ」の声で幕。

## 主要曲
- 序曲
- グリャズノイのレチタティーヴォとアリア「美しい人が忘れられない」（ロシア語: С ума нейдёт красавица）第1幕
- ホップ摘みの合唱「川の向こうには春蒔きホップ」（ロシア語: Как за реченькой яр-хмель）第1幕
- リュバーシャの歌「愛しい母さん、私を早く着飾らせて」（ロシア語: Снаряжай скорей, матушка родимая）第1幕
- マルファのアリア「今緑の園に見えるのは」（ロシア語: Как теперь гляжу）第2幕
- リュバーシャのアリア「主よ罰したまえ」（ロシア語: Господь тебя осудит）第2幕
- マルファのアリア「イヴァン・セルゲーヴィチ、庭へ行きましょう」（ロシア語: Иван Сергеич, хочешь, в сад пойдем?）第4幕

## 主な録音・映像
- レフ・シテインベルク指揮ボリショイ劇場管弦楽団・同合唱団、ミハイロフ、シュピーラー、メドヴェージェフ、マクサコヴァ、オルフョーノフ（ソ連録音、1943年）
- フアト・マンスロフ指揮ボリショイ劇場管弦楽団・同合唱団、ネステレンコ、ヴィシネフスカヤ、ヴァライティス、アルヒーポヴァ、ソコロフ、アトラントフ（メロディア、1972年）
- アンドレイ・チスチャコフ指揮ボリショイ劇場管弦楽団、アカデミーロシア合唱団、グルボキー、クドリャフチェンコ、ヴェレストニコフ、ニジェンコ、ミシェンキン、テレンチェヴァ、クドリャシェフ、ウダロヴァ、オコルィシェヴァ、ペチューラ、パシンスキー、ラリオノヴァ、マルケロフ（セゾン・リュス、1992年）
- ヴァレリー・ゲルギエフ指揮マリインスキー劇場管弦楽団・同合唱団、ベズズベンコフ、シャグチ、ホロストフスキー、アレクサーシキン、アキーモフ、ボロディナ、ガシエフ、ロスクトヴァ、マルコワ＝ミハイレンコ、ソコロヴァ、スクリャール、カシヤネンコ、ヴィフロフ（フィリップス・レコード、1998年）
- オペラ映画「皇帝の花嫁」ウラディーミル・ゴリッケル監督（舞台映像ではなく演技と歌唱は別人、モノクローム映像）[4]
エフゲニー・スヴェトラーノフ指揮ボリショイ劇場管弦楽団・同合唱団、ヴェデルニコフ、オレイニチェンコ、キプカロ、ゲレヴァ、ライコフ、アヴデーエヴァ、チェーキン（ニホンモニター、リガ映画スタジオ1964年製作）